# Lockheed L-049 Constellation
Il Lockheed L-049 Constellation, affettuosamente soprannominato Connie, era un quadrimotore di linea prodotto dall'azienda statunitense Lockheed Corporation a partire dal 1943 negli stabilimenti di Burbank, in California.
Caratterizzato dall'impennaggio a tripla deriva verticale in coda e dalla fusoliera snella, venne prodotto in diverse versioni fino al 1949, dando successivamente vita agli sviluppi Super Constellation e Starliner; viene ancora oggi considerato dalla bibliografia specializzata uno dei più eleganti aerei di linea mai realizzati.

## Sviluppo
Il progetto originale del Constellation risale al 1939 quando la dirigenza della Lockheed venne contattata dal famoso imprenditore Howard Hughes che, divenuto principale azionista della compagnia aerea Trans World Airlines, stava cercando un velivolo che potesse dare prestigio alla compagnia e contrastare la concorrenza.
Le caratteristiche richieste per il velivolo sembravano difficilmente realizzabili: in sostanza il nuovo aereo, per il quale si prevedeva un peso a vuoto di circa 24 000 kg ed una capacità di 40 passeggeri, doveva collegare direttamente New York a Londra ad una velocità di crociera di circa 485 km/h.
La Lockheed, all'epoca impegnata nella realizzazione del progetto del quadrimotore Excalibur, decise di dar vita al nuovo velivolo utilizzando parte del lavoro già compiuto; per tutta risposta Hughes ordinò per la TWA un lotto iniziale di 40 esemplari.

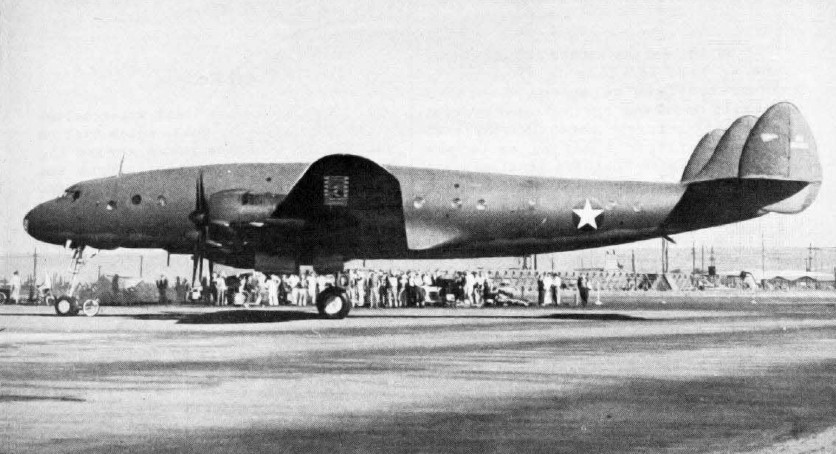
Il prototipo del Constellation, ripreso nel giorno del suo primo volo.

Il primo L-049, inizialmente battezzato Excalibur A e solo in un secondo momento divenuto Constellation, uscì dagli stabilimenti Lockheed, dotato di 4 radiali Wright R-3350 Duplex Cyclone da 2 000 hp ciascuno. Ritardi nella realizzazione del velivolo, da attribuire alle esigenze del tempo di guerra, fecero slittare la consegna del prototipo ma finalmente il Constellation venne portato in volo per la prima volta il 9 gennaio 1943.
In seguito all'attacco giapponese alla base di Pearl Harbor tutti i progetti relativi ai nuovi velivoli erano stati acquisiti a fini militari: ricevuta la denominazione di C-69, in base allo standard dell'United States Army Air Forces, il Constellation divenne immediatamente il più grande e veloce aereo da trasporto fino ad allora realizzato per l'aviazione militare.
Al termine del conflitto i vertici della Lockheed si trovarono di fronte all'alternativa di presentare al mercato un progetto ammodernato piuttosto che una riproposizione dello stesso velivolo così come aveva lasciato il tavolo da disegno pochi anni prima: la scelta conservativa di mantenere inalterata la struttura del Model L-049 si rivelò azzeccata, tanto che in soli nove giorni furono raccolti ordini da otto diverse compagnie, per un totale di 103 esemplari. A partire dal 1946 anche i C-69 dell'USAAF furono restituiti al mercato civile, aggiornati ed utilizzati come aereo di linea, ruolo per il quale erano stati inizialmente progettati.
Nell'autunno dello stesso 1946 uscì dalle catene di montaggio la seconda versione del Connie: portata in volo il 19 ottobre ed identificata con la sigla di fabbrica L-649, venne equipaggiata con motori R-3350 aggiornati e capaci di 2 500 hp di potenza. Rispetto alla prima versione non presentava sostanziali modifiche strutturali, ma le dotazioni interne erano improntate ad un maggior lusso; furono inoltre resi maggiormente efficaci l'insonorizzazione e l'impianto di condizionamento.
L'anno successivo venne presentata una nuova variante (denominata L-749) che garantiva, grazie all'installazione di serbatoi aggiuntivi all'interno delle semiali, un sensibile aumento dell'autonomia. Un'ulteriore modifica, riguardante l'irrobustimento delle gambe posteriori del carrello d'atterraggio, portò all'ultima versione del Constellation: usciti dalle linee di montaggio a partire dal 1948 questi velivoli vennero identificati come L-749A.
Lo sviluppo del Connie non era comunque giunto al termine: nell'estate del 1951 venne portata in volo la prima versione modificata nella struttura che, in virtù delle maggiori dimensioni, prese il nome di Super Constellation.

## Descrizione tecnica

### Struttura

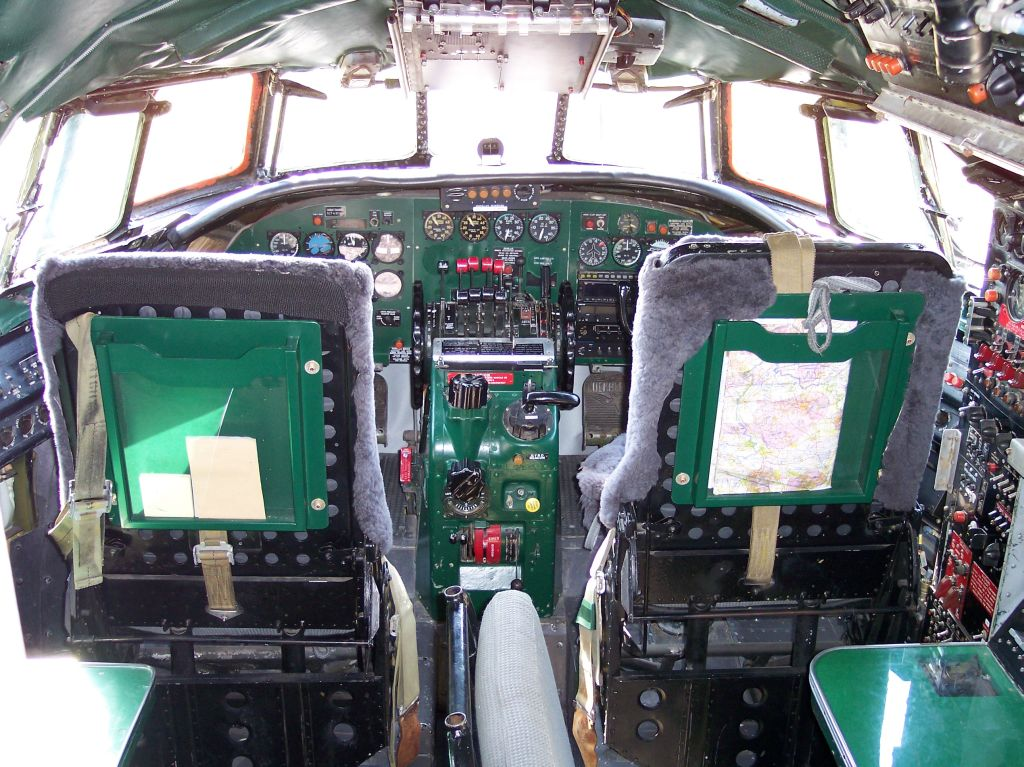
Il posto di pilotaggio di un Constellation, nella versione L-749.

Il Constellation era un monoplano dalla struttura interamente metallica, propulso da quattro motori disposti (a coppie) nelle semiali; le linee della fusoliera presentavano un andamento sinuoso che finì col rappresentare uno degli elementi caratteristici del velivolo, conferendogli un aspetto allo stesso tempo semplice e raffinato.
La fusoliera aveva sezione circolare; nella parte inferiore, nella versione L-649, venne introdotto un elemento fissato esternamente definito Speedpack, nel quale potevano essere alloggiate merci da trasportare.
Le ali riprendevano, riproducendole in scala ingrandita, quelle del caccia P-38 e riproponevano gli stessi ipersostentatori a scorrimento (in inglese Fowler flap); presentavano inoltre un considerevole angolo diedro positivo. Un altro elemento caratteristico del Connie era rappresentato dagli impennaggi con i piani verticali costituiti da una tripla deriva dal disegno ovale.
Il carrello d'atterraggio era di tipo triciclo anteriore, costituito da tre elementi ciascuno dotato di due ruote; la gamba dell'elemento anteriore era alloggiata nell'estremità di prua della fusoliera mentre le gambe posteriori (più corte e robuste) erano alloggiate nella gondola del motore più interno.

### Motore
In tutte le tre varianti del Constellation vennero impiegati i motori Wright R-3350 Duplex-Cyclone in versioni dotate di compressori meccanici a doppia velocità; la potenza erogata andò dai 2 200 hp della versione R-3350-745C-18BA-1 impiegata sull'L-049 ai 2 500 hp della versione R-3350-749C-18BD-1 che equipaggiava i velivoli della serie L-749.
In particolare questi motori, impiegati anche sul bombardiere B-29 furono assillati (almeno nella fase iniziale del loro sviluppo) da costanti problemi di surriscaldamento che generarono qualche ritardo anche nello sviluppo iniziale del Constellation.

## Impiego operativo
Il primo utilizzatore del Constellation fu, come detto, l'USAAF che ricevette un primo lotto di nove velivoli già destinati alla TWA ed un secondo di tredici esemplari facenti parte di un proprio ordine inizialmente previsto per 180 unità.
Caratteristica considerevole del grosso quadrimotore al momento della propria entrata in servizio era la velocità di punta: malgrado il peso al decollo superasse le 40 tonnellate, il Constellation era più veloce del famoso caccia giapponese Zero.

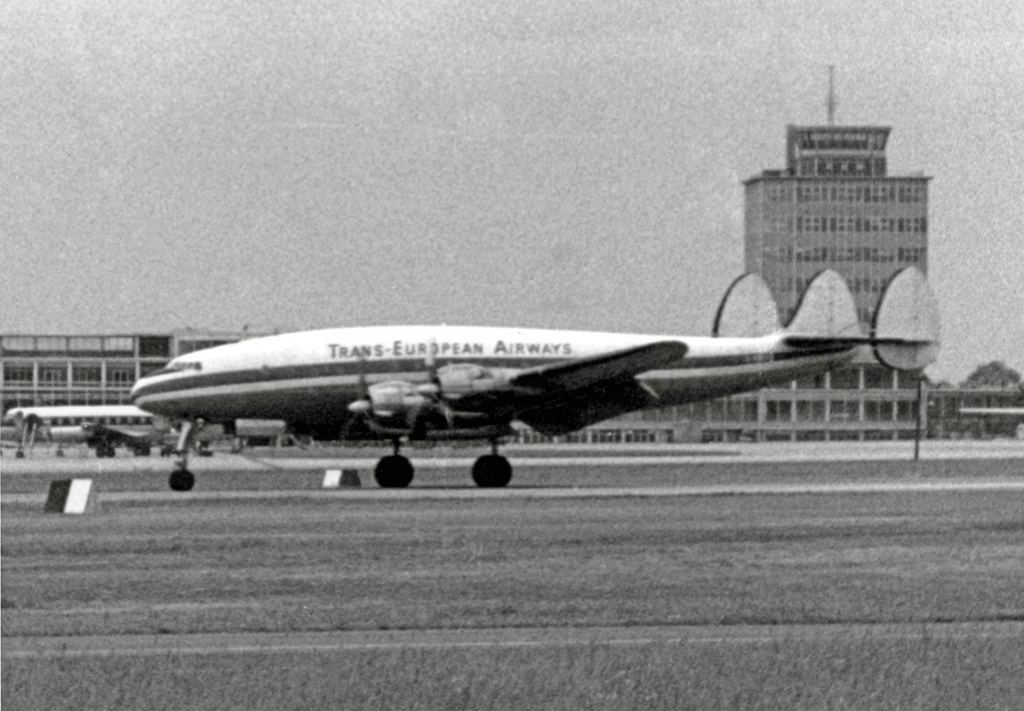
Un esemplare di L-049 presso l'Aeroporto di Manchester.

La conclusione del conflittò determinò la cancellazione, da parte dell'USAAF, della richiesta relativa ai velivoli non ancora realizzati; la stessa aviazione militare vendette alle compagnie private gli esemplari di C-69 in servizio. La consegna del primo esemplare uscito ex novo dalla catena di montaggio della Lockheed avvenne nel novembre del 1945 e fu il primo di una serie di 27 acquistati, ancora una volta, dalla TWA.
I primi collegamenti commerciali realizzati con l'impiego dei Constellation ebbero luogo a partire dal successivo mese di febbraio: la TWA scelse per l'esordio la rotta New York-Parigi mentre la concorrente Pan Am optò per il collegamento New York-Bermuda.
Ebbe così inizio una lunga carriera operativa durante la quale il grosso quadrimotore venne sovente descritto mediante l'impiego di aggettivi superlativi riguardanti, di volta in volta, le dimensioni, le prestazioni o l'estetica delle proprie linee. Non mancarono, tuttavia, i problemi: in particolare nei mesi estivi del 1946 i voli vennero sospesi per un periodo di sei settimane per il persistere di inconvenienti ai motori. Anche in questo frangente non venne risparmiato l'uso dei superlativi ed il Connie venne malignamente definito "il miglior trimotore al mondo".
Una volta realizzate le modifiche necessarie (un totale di 96 interventi ai propulsori ed agli impianti interni del velivolo) i voli ripresero con regolarità e ben presto le compagnie cominciarono a ricevere anche i primi esemplari della serie L-649 cui fecero seguito, nel corso del 1947, quelli della L-749.
Proprio la versione L-749, ultima del progetto originale del Constellation, vide il ritorno tra gli acquirenti del velivolo delle forze armate. L'aviazione militare, nel frattempo divenuta forza autonoma con il nome di United States Air Force, acquistò dieci velivoli assegnando loro la designazione C-121; due velivoli vennero impiegati (rispettivamente) dai generali Dwight D. Eisenhower e Douglas MacArthur. Lo stesso Eisenhower, una volta divenuto presidente degli Stati Uniti d'America si fece assegnare un altro di questi velivoli dell'USAF per utilizzarlo nella veste di Air Force One. Dal canto suo l'United States Navy acquistò due L-749 che, a partire dal giugno del 1949 divennero i suoi primi velivoli AEW con la denominazione PO-1W (successivamente mutata in WV-1) in base al sistema all'epoca in vigore.
Prima della revisione complessiva del progetto (svolta nel corso del 1950) che condusse alla realizzazione del Super Constellation, erano stati realizzati complessivamente 233 velivoli, dei quali 26 impiegati dalle forze armate.

## Versioni
I dati sulle versioni sono tratti da "www.uswarplanes.net".
- Model 049: 1 prototipo e 73 esemplari di serie;
  - C-69: 13 esemplari prodotti tra il 1943 ed il 1945 (ordini per altri 167 velivoli vennero cancellati);
  - C-69A: proposta per una versione trasporto truppe, rimasto allo stato di progetto;
  - C-69C: 1 esemplare in configurazione trasporto VIP, poteva ospitare 43 passeggeri;
  - C-69D: sviluppo della versione precedente. Ne furono ordinati tre esemplari, ma la loro costruzione non fu portata a termine.
- Model 149: risulta essere una versione richiesta dalla Pan Am dotata di serbatoi supplementari nelle ali; secondo alcune fonti non risulterebbe essere stato costruito alcun esemplare;
- Model 249: proposta per una versione da bombardamento (cui venne assegnata la designazione XB-30), anche in questo caso rimase allo stato di progetto;
- Model 349: proposta per una versione dotata di autonomia estesa, per il trasporto truppe a largo raggio. Identificata con la sigla C-69B, non ebbe seguito produttivo;
- Model 449: nuova proposta per versione da trasporto civile, scartata;
- Model 549: nuova proposta per versione da trasporto civile, scartata;
- Model 649: 14 esemplari;
- Model 749: 51 esemplari;
  - VC-121B: 1 esemplare;
- Model 749A: 68 esemplari;
  - C-121A: 9 esemplari per il trasporto di materiali e/o persone. Erano dotati di portellone di carico, pavimento rinforzato ed avevano la sezione di prua allungata. Sei velivoli di questa serie vennero in un secondo tempo modificati allo standard VC-121B;
    - VC-121A: si tratta di 3 velivoli della serie C-121A impiegati come aerei personali:
      - con il nome di Columbine I dal generale Dwight D. Eisenhower, impiegato nel periodo tra il 1950 ed il 1952;
      - con il nome di Columbine II ancora da Dwight D. Eisenhower, divenuto presidente degli Stati Uniti d'America, nel periodo tra il 1952 ed il 1954;
      - con il nome di Bataan dal generale Douglas MacArthur, durante la guerra di Corea;

  - PO-1W: 2 esemplari realizzati per il ruolo di Airborne Early Warning, nel 1952 vennero ridesignati WV-1;
- Model 849: prevista versione analoga al L-749, ma dotata di motori Wright R-3350 turbo-compound. Non venne realizzata;
- Model 949: altra versione rimasta solo sulla carta; si trattava di una proposta per una variante per il trasporto combinato di passeggeri e merci (comunemente nota come combi) motorizzata come la L-849.

## Utilizzatori

### Militari
Stati Uniti
- United States Army Air Forces
- United States Air Force
- United States Navy

### Civili
Lista parziale
 Algeria
- Air Algérie

 Argentina
- Aerolíneas Argentinas

 Australia
- Qantas

 Brasile
- Amazonese Importação e Exportação
- Panair do Brasil

 Canada
- Beaver Air Spray

 Colombia
- Avianca

 Corea del Sud
- Korean National Airlines

 Cuba
- Compania Cubana de Aviacion S.A.

 Etiopia
- Ethiopian Air Lines

 Francia
- Air France

 Haiti
- Air Haiti International

 India
- Air India

 Israele
- El Al

 Lussemburgo
- Interocean Airways

 Marocco
- Royal Air Maroc

 Messico
- Aeronaves de México
- Guest Aerovias Mexico

 Perù
- Líneas Aéreas Nacionales S. A.

 Paesi Bassi
- KLM

 Regno Unito
- British Overseas Airways Corporation
- Lanzair

 Rep. Dominicana
- Aerochago Airlines
- Aerolineas Argo
- Aerovias Quisqueyana

 Stati Uniti
- Capital Airlines
- Eastern Air Lines
- Imperial Airlines
- Intercontinent Airways
- International Aircraft Services
- Pacific Northern Airlines
- Pan American World Airways
- Paradise Airlines
- Trans Southern Corp
- Trans World Airlines

 Sudafrica
- South African Airways

 Venezuela
- Linea Aeropostal Venezolana

### Enti governativi
Biafra
- Governo della Repubblica del Biafra

 Francia
- Service Général de l'Aviation Civile

 Stati Uniti
- Federal Aviation Administration

## Incidenti
Nel corso della loro lunga vita operativa i Constellation risultano essere stati coinvolti in 72 incidenti di diverso tipo. Uno di questi, testimonianza del clima internazionale all'epoca della guerra fredda, fu quello occorso al volo El Al 402 il 27 luglio 1955. Nel 1950 il Volo Air India 245 operato dal Constellation Malabar Princess era precipitato sul Monte Bianco nei pressi del confine fra Italia e Francia, uccidendo tutti i passeggeri a bordo.

## Cinematografia
Nel film The Aviator di Martin Scorsese viene documentata una parte della storia dello sviluppo del Constellation, che vide una collaborazione attiva da parte del magnate Howard Hughes.
Nel 1954 fu girato il film Prigionieri del cielo, quasi interamente ambientato a bordo del quadrimotore con John Wayne nella parte del comandante pilota. L'aereo che compare nel film tuttavia non è un Super Constellation, infatti non presenta la tripla deriva, ma probabilmente un Douglas DC-6.
Un terzo film, dal titolo Malabar Princess, risalente al 2004 ripercorre la vicenda del volo Air India 245 occorso ad un esemplare della serie L-749A il giorno 3 novembre 1950.

## Modellismo
- (EN) C-69 Constellation, su Cybermodeler Online, http://www.cybermodeler.com, 29 maggio 2011. URL consultato il 6 agosto 2011.